# Curillo (ort)
Curillo är en ort i Colombia.   Den ligger i departementet Caquetá, i den sydvästra delen av landet, 400 km sydväst om huvudstaden Bogotá. Curillo ligger 230 meter över havet och antalet invånare är 9 539.
Terrängen runt Curillo är mycket platt. Runt Curillo är det ganska glesbefolkat, med 23 invånare per kvadratkilometer. Det finns inga andra samhällen i närheten. I omgivningarna runt Curillo växer i huvudsak städsegrön lövskog.